# 單一制企業
單一制企業（俄语：Унитарное предприятие），是獨立國協非公司法人的獨資企業，即不能採持股比例分割、也不能分配於企業勞工中而具單一性，未經所有權者同意，經營或業務管理權者不得處分資產。通常法人不對所有權者債務負責，所有權者也不承擔法人債務，除非企業財產無法清償債務。

## 由來
苏联解体後獨立國協採自由經濟，在前蘇聯計劃經濟的國有廠企機構私有化改革中，所出現的商業組織形式，發軔於1994年度聯邦法律第51號《俄羅斯聯邦民法典》（№ 51-ФЗ «Гражданский кодекс Российской Федерации»）後其他成員紛紛跟進。儘管目標私有化，但國防工業、背負政策任務及壟斷性質等公有事業仍維持單一制企業運作。

## 俄羅斯
根據2002年度聯邦法律第161號《關於國家和市有單一制企業》（№ 161-ФЗ «О государственных и муниципальных унитарных предприятиях»）規定公有單一制企業如下：
1. 聯邦國有單一制企業（Федеральное государственное унитарное предприятие - ФГУП, FGUP）：聯邦所屬企業。
2. 國有單一制企業（Государственное унитарное предприятие - ГУП, GUP）：聯邦主體所屬企業。
3. 市有單一制企業（Муниципальное унитарное предприятие - МУП, MUP）：自治城市所屬企業。

## 其他國家
大部分獨立國協國家，單一制企業除國（市）營事業外，還衍生不屬公司私營企業或自營作業者等的「私有單一制企業」（Частное унитарное предприятие - ЧУП），外商也可利用這種方式保持資產所有權（相當於外商独资企业）。

## 表記方式
獨立國協單一制企業因各國規定不同，企業特取名稱也有所差異，例如：
俄羅斯
依聯邦主體管轄分別冠上「共和國」（республиканское-, РГУП）、「邊疆區」（краевое-, КГУП）、「州（區）」（областное-, ОГУП）等。
白俄羅斯
私有單一制企業係由個別投資，若其另有企業體成立，不使用「私有」字眼而僅表示單一制企業（УП）。公有單一制企業則略去「國有」（государственное）直接用「共和國有」（республиканское-, РУП）、「市有」（коммунальное-, КУП）。
烏克蘭
因《烏克蘭商法典》（Господарський кодекс України）已規定單一制企業適用範圍，並不特取該名稱。像是「國有企業『烏克蘭港務局』」（Державне підприємство «Адміністрація морських портів України»）。